# ایوان کولار
ایوان کولار (انگلیسی: Iván Cuéllar؛ زادهٔ ۲۷ مهٔ ۱۹۸۴) بازیکن فوتبال اهل اسپانیا است.
از باشگاه‌هایی که در آن بازی کرده‌است می‌توان به باشگاه فوتبال اتلتیکو مادرید، باشگاه فوتبال رئال وایادولید، باشگاه فوتبال ایبار، باشگاه فوتبال اسپورتینگ خیخون، باشگاه فوتبال لگانس، و باشگاه فوتبال اتلتیکو مادرید بی اشاره کرد.
وی همچنین در تیم‌های ملی فوتبال زیر ۲۱ سال اسپانیا و زیر ۲۳ سال اسپانیا بازی کرده‌است.